# Jack Straw
John Whitaker "Jack" Straw, född 3 augusti 1946 i Buckhurst Hill, Essex, är en brittisk politiker inom Labourpartiet.
Straw är parlamentsledamot för valkretsen Blackburn sedan 1979 och ingick i den brittiska regeringen från Tony Blairs utnämning till premiärminister 1997 till Gordon Browns avgång som premiärminister 2010. Han var inrikesminister 1997–2001, utrikesminister 2001–2006, underhusledare och Lord Privy Seal 2006–2007 samt justitieminister och lordkansler 2007–2010.